# 罗马尼亚孤儿院悲剧
罗马尼亚孤儿院悲剧是指1989年齐奥塞斯库政权垮台后，国际社会发现了羅馬尼亞境内大规模孤兒院虐待与忽视事件。这些孤儿生活在恶劣的条件下，很多儿童因长期忽视、饥饿和缺乏护理而遭受身心伤害。这场悲剧揭示了罗马尼亚极权政权下的生育政策、孤儿院管理不善。

## 历史背景

### 二战后的罗马尼亚
二战时期，罗马尼亚处在亲纳粹的安东内库斯的軍政府统治之下，並以納粹德國仆从国的身分，随德军参加了苏德战争。1944年，苏联红军在基本完成了对于本土的纳粹德军的清理之后，开始向东欧的其他德国占领国或仆从国进军。1944年8月23日，罗马尼亚共产党发动起义推翻了本国的法西斯傀儡政府。1946年，罗马尼亚共产党通过选举成为了罗马尼亚的執政黨，并于次年十二月驱逐了羅馬尼亞王國的末代君主米哈伊一世。同年，由罗马尼亚共产党执政的罗马尼亚人民共和国成立，尽管罗马尼亚共产党一度在1948年与罗马尼亚社会民主党合并后更名为罗马尼亚人民党。在1965年尼古拉·齐奥塞斯库担任党内第一书记后，恢复了罗马尼亚共产党的名称，並将国名改为了罗马尼亚社会主义共和国。齐奥塞斯库本人也开启了他长达24年的罗马尼亚领导人生涯。

### 下行的经济
在20世纪50至60年代出，由于区域局势的较为和平以及来自苏联和其他社会主义阵营国家的援助，罗马尼亚曾进入了一段经济快速增长期。然而随着1960年代后期，全球经济进入下行周期后，罗马尼亚所能得到的援助随之减少。同时由于过度发展重工業，使得罗马尼亚的輕工業产业的发展被忽视，人民的生活水平没有得到提升。农业集体化的失败更是加剧了经济问题的严峻性。据相关统计显示，从1965年到1968年期间，罗马尼亚的粮食总产量下降了约60万吨，工业增速也相较于1960年下降了约5个百分点。严苛的計劃經濟体制限制了罗马尼亚经济的创造力与对经济压力的承受力。经济上的失利影响了政治的稳定性，齐奥塞斯库政府迫切需要做出相应的经济政策调整。

## 第770号法令
面对上台后日益严苛的经济形式，齐奥塞斯库将其归因于劳动力的不足，为了增加国家劳动力，1966年，他通过了第770号法令，试图通过强制增加出生率来迅速提升国家人口。这项政策规定每一位罗马尼亚妇女必须生育至少5名子女，只有在其生命垂危的时候可以例外，并且禁止了几乎所有的堕胎和避孕措施，这一政策是齐奥塞斯库所谓的“人口繁荣”计划的一部分，他认为增加人口可以有效的增加农业与工业发展的劳动力，扭转经济下行的颓势，促进经济增长，增强国家力量。
然而，这种强制性人口政策对罗马尼亚的社会和经济体系带来了巨大的负担。浮夸的人口生育指标不仅扰乱了罗马尼亚人口结构的平衡，也进一步加重了普通罗马尼亚的经济负担。许多家庭因无法负担养育多个孩子的经济压力，选择将孩子送到国家孤儿院系统中。随着时间推移，孤儿院中的儿童数量急剧上升。尤其是农村地区，因缺乏基本的社会保障体系，国家孤儿成为贫困家庭缓解经济压力的唯一选择。

## 孤儿院系统的崩溃
大量孤儿的涌入严重冲击了罗马尼亚孤儿院系统的稳定性。虽然齐奥塞斯库政府建设了大量的孤儿院来收容儿童，但并没有提供完善的医疗，教育，与生活保障设施。孤儿院在收容普通儿童的同时，也会接纳具有精神类疾病的儿童，在加上孤儿院系统的工作人员数量有限，许多儿童在心智发育的重要阶段缺少关心。这就导致了许多孤儿的情感和心理发展严重受损。孤儿们往往表现出情绪淡漠、自闭或攻击性行为。并出现严重的心理问题如焦虑，抑鬱等心理疾病。
为了方便对孤儿的管理，这些孤儿院往往实行高度军事化和惩罚性管理，儿童遭受着频繁的身体虐待和体罚。这些做法进一步加剧了儿童的身心创伤，並使孤儿院成为了一个令人绝望的生存环境，这使得他们与正常的社会生活严重脱节，缺乏社交能力和情感发育。
除心理与精神问题以外，罗马尼亚孤儿院的卫生健康问题也十分严峻。由于孤儿得数量严重超过了孤儿院得承耐上限，孤儿院内经常会将数名婴儿或儿童放在同一张床或者板凳上，过高的人口密度加剧了疾病的传播，並且孤儿院内的儿童缺少洗漱条件与换洗衣物，使得很多儿童患上了皮膚病，肠胃病等传染性疾病。此外，不洁的医疗设施如循环使用的针头等使得传染性疾病如肺结核等在孤儿院内横行。
在几近崩溃的孤儿院系统下，儿童的人生权力也遭到了破害，由于孤儿院系统的腐败，部分孤儿院工作人员为了私利与从事儿童贩卖的犯罪分子相勾结，部分儿童被贩卖至罗马尼亚境外被迫从事強迫勞動等危害儿童权益的非法产业中。这一现象在齐奥塞斯库政府垮台后甚至一度出现了加剧的情况，这主要是因为在境外家庭本着人道主义的原则收养这些孤儿院儿童得过程中无意识的给犯罪分子的人口贩卖活动提供了更多的程序上与过程上的可乘之机。

## 事件曝光

### 罗马尼亚革命
1989年12月22日罗马尼亚救国阵线发动革命，12月23日政变军队抓捕了齐奥塞斯库夫妇（並于12月25日执行枪决）。救国阵线成功夺取政权，齐奥塞斯库政府垮台。
新政府成立初期，罗马尼亚国内政治动荡，多年的经济发展停滞使得罗马尼亚的财政预算收紧，同时由于救国阵线政府的资源有限和政策能力不强，加之对于当时的罗马尼亚政局，稳定政权为紧要任务（事实上，在1990年代甚至21世纪初的几年，罗马尼亚民间依旧流传着齐奥塞斯库夫妇依旧活着的阴谋论）。所以导致新政府在面对孤儿院危机时的措施显得零散和迟缓。孤儿院儿童问题被罗马尼亚新政府置于次要位置，面对儿童问题的处理也都是基于国际压力的被迫之举。这反映出在政治转型时期，弱势群体的利益往往容易被忽视或推迟

### 国际社会的反应
为使罗马尼亚孤儿院的悲惨状况被国际社会所关注，並寻求获得国际援助缓解国内问题，罗马尼亚向世界开放，国际记者和人道主义组织得以进入该国。
1990年初，《BBC》、《纽约时报》、《衛報》等国际媒体都广泛报道了孤儿院的情况纷纷报道了罗马尼亚孤儿院的恶劣状况，震惊了全世界。数以万计的儿童生活在极度恶劣的环境中，这些孩子往往骨瘦如柴，肮脏不堪，几乎没有与外界的接触。孤儿们因长期得不到关爱和照顾，许多人遭受心理和智力发育迟缓的困扰。
国际社会对这一惨状作出了迅速反应。联合国儿童基金会，国际红十字会等人道主义组织向罗马尼亚地区发放了大量的食物，衣物，药品等资源保障孤儿院儿童的生活质量，美国、英国、法国等国的慈善机构还发起了广泛的募捐活动，帮助为孤儿提供更好的生活条件。
同时，一些孤儿被国际社会所收养，许多西方国家的家庭接收了罗马尼亚孤儿，希望为他们提供更好的生活条件。然而，国际收养并非所有问题的解决办法，许多儿童因长期忽视和虐待而留下了不可逆转的身体和心理创伤。并且，国际收养也带来了新的挑战，其中包括一些收养程序不规范的问题和跨文化适应的难题。
此外，许多国际医疗专家、心理学家和儿童福利专家也加入到援助行列中。他们为受创儿童提供了心理治疗、教育支持和身体康复服务，帮助他们从长期的虐待和忽视中恢复。然而，由于问题的规模庞大，恢复过程极为艰难，很多儿童的身心创伤已难以完全治愈。

## 长期影响
罗马尼亚孤儿院悲剧是现代最为严重的儿童问题之一，孤儿院儿童的悲惨经历引发了对儿童权利和收养制度的国际讨论。
首先，罗马尼亚国内的孤儿院系统经历了彻底的改革。罗马尼亚政府在1990年代中期开始对孤儿院进行整顿，关闭了许多条件恶劣的机构，并引入了更为人性化的儿童福利政策。政府试图通过推动儿童收养、寄养和社会化抚养制度，减少孤儿院的依赖。同时，国际社会的压力促使罗马尼亚逐步改善儿童权利保护的法律框架，确保未来不会再出现类似的悲剧。
其次，这场悲剧也对国际社会产生了深刻的影响。孤儿院悲剧凸显了極權主義政权对人口政策和社会福利系统的失败管理，也引发了全球对儿童权利问题的广泛关注。1990年《儿童权利公约》的签署成为推动儿童权益保障的重要里程碑。孤儿的悲惨经历提醒各国应更加关注弱势群体的生存状况，並确保社会保障系统能够有效运作。

## 影视作品反应
在日本漫画家廣江禮威创作的日本漫画《黑礁》的第二部中出场了一对被称为"黑礁双子"名为汉斯尔和格蕾特尔的双胞胎兄妹。剧情介绍他们是一对来自东欧地区（这里暗指罗马尼亚）孤儿院的血亲兄妹，在被犯罪分子贩卖入地下非法产业中后受到了虐待，最终成为了冷血杀手。“黑礁双子”兄妹的经历与罗马尼亚孤儿院悲剧下的儿童有着影射关系。